# The 69 Eyes

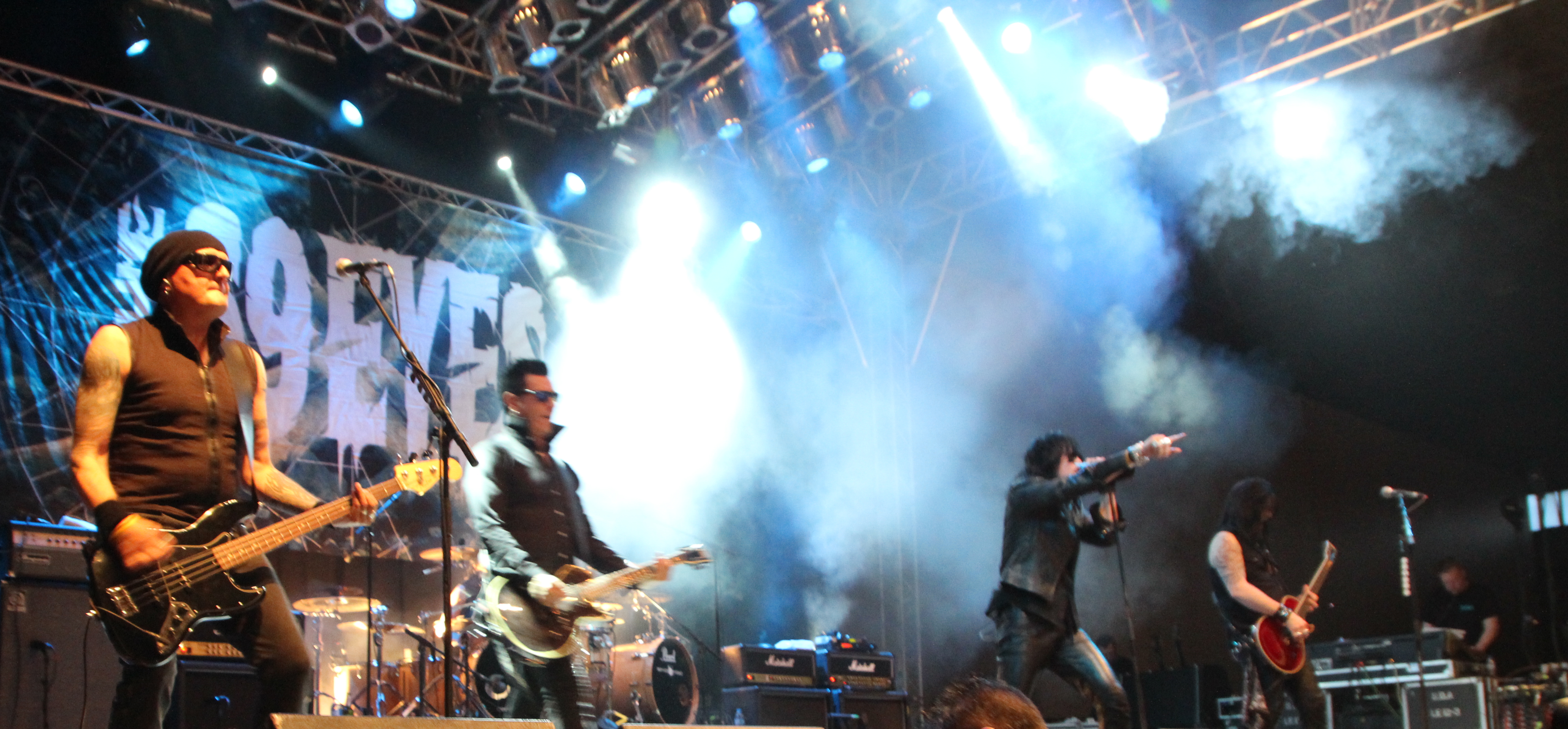
The 69 Eyes (Wave-Gotik-Treffen 2013)

The 69 Eyes és un grup de sleaze rock/glam rock de Finlàndia.

## Membres
- Archzie – baixista
- Bazie – guitarra elèctrica
- Jussi 69 – bateria
- Jyrki 69 – cantant
- Timo-Timo - guitarra elèctrica

## Àlbums
- Bump'n'Grind (1992)
- Motor City Resurrection (1995)
- Savage Garden (1995)
- Wrap Your Troubles in Dreams (1997)
- Wasting the Dawn (1999)
- Blessed Be (2000)
- Paris Kills (2002)
- Framed in Blood – The Very Blessed of the 69 Eyes (2003)
- Devils (2004)
- Motor City Resurrection (2005)
- Angels (2007)
- Hollywood Kills - Live At The Whisky A Go Go (2008)
- Back in Blood (2009)
- X (2012)
- Universal Monsters (2016)
- West End (2019)